# Molophilus (Molophilus) aspersulus
Molophilus (Molophilus) aspersulus is een tweevleugelige uit de familie steltmuggen (Limoniidae). De soort komt voor in het Nearctisch gebied.